# Hydrotaea lasiopa
Hydrotaea lasiopa este o specie de muște din genul Hydrotaea, familia Muscidae, descrisă de Fritz Isidore van Emden în anul 1965.
Este endemică în Myanmar. Conform Catalogue of Life specia Hydrotaea lasiopa nu are subspecii cunoscute.